# Jacob Ammen

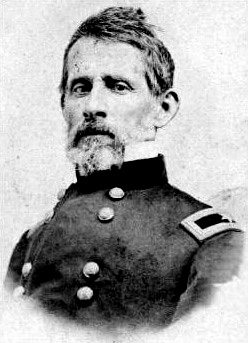
Jacob Ammen

Jacob Ammen (* 7. Januar 1807 in Fincastle, Botetourt County, Virginia; † 6. Februar 1894 in Lockland, Ohio) war Lehrer an einem College, Bauingenieur und Brigadegeneral des US-Heeres während des Amerikanischen Bürgerkriegs. Sein jüngerer Bruder, Daniel Ammen, war Admiral in der US-Marine.

## Frühe Jahre
Jacob besuchte die Schule in Georgetown, Ohio. Er entschied sich schon früh, eine militärische Laufbahn einzuschlagen und besuchte die US-Militärakademie in West Point, New York, die er 1831 mit Auszeichnung abschloss. Anschließend war er dort zwei Jahre lang zusätzlich zu seinen Aufgaben als Leutnant im 1. US Artillerieregiment als militärischer Berater tätig. Ferner bildete er als Drill Sergeant  Milizionäre aus und war Hauptmann in der Miliz von Georgetown. Während der Nullifikationskrise war er in Charleston Harbor stationiert.
1837 trat er aus dem US-Heer aus und unterrichtete anschließend Mathematik an Colleges in Kentucky und Missouri. Von 1840 bis 1843 war er Vorsitzender des Mathematics Department an der Indiana University Bloomington. Anschließend unterrichtete er dann wieder in Kentucky und Missouri, bevor er 1855 in Ripley, Ohio als Bauingenieur zu arbeiten begann.

## Sezessionskrieg
Innerhalb einer Woche nach dem konföderierten Beschuss Fort Sumters im April 1861 verpflichtete sich Ammen erneut im US-Heer, wo er als Hauptmann im neu aufgestellten 12. Ohio Infanterieregiment diente. Schon bald wurde er zum Regimentskommandeur des 24. Ohio Infanterieregiments ernannt. Nach der Ausbildung in Camp Chase in Columbus, Ohio wurde Ammens Regiment im Spät-Juli 1861 im westlichen Virginia stationiert, wo es an der Schlacht am Cheat Mountain teilnahm.
Ammen wurde auf den westlichen Kriegsschauplatz versetzt und führte bei der Schlacht von Shiloh und der ersten Schlacht um Corinth eine Brigade der Ohio-Armee. Am 16. Juli 1862 wurde Ammen zum Brigadegeneral befördert. Im August übernahm er das Kommando über die Division William Nelsons, dem ein neues Kommando gegeben wurde.
Weil sich Ammens Gesundheitszustand verschlechterte, kommandierte er im Frühjahr 1863 Camp Douglas in Illinois, sowie andere Garnisonen. Gegen Ende des Jahres erhielt er wieder ein Feldkommando und kommandierte die 4. Division des XXIII. Korps. Kurz vor Ende des Kriegs trat er im Januar 1865 von seinem Posten zurück und kehrte heim.

## Weiterer Werdegang
Ammen war als Landvermesser (engl. Surveyor) und Bauingenieur in Hamilton County, Ohio tätig. Dann erwarb er 1872 eine Farm nahe Beltsville, Maryland. Zwei Jahre später wurde er bei Bestimmung der möglichen Routen für den Panamakanal miteinbezogen. Ferner war er 1875 im Board of Visitors an der US-Militärakademie tätig. Nach seiner Pensionierung ließ er sich in Wyoming, Ohio, nahe Cincinnati nieder.
1891 zog er wegen zunehmender Blindheit zu seinem Sohn nach Lockland, Ohio, wo er drei Jahre später im Alter von 87 Jahren verstarb. Er wurde auf dem Spring Grove Cemetery in Cincinnati beigesetzt.